# Ray Wylie Hubbard

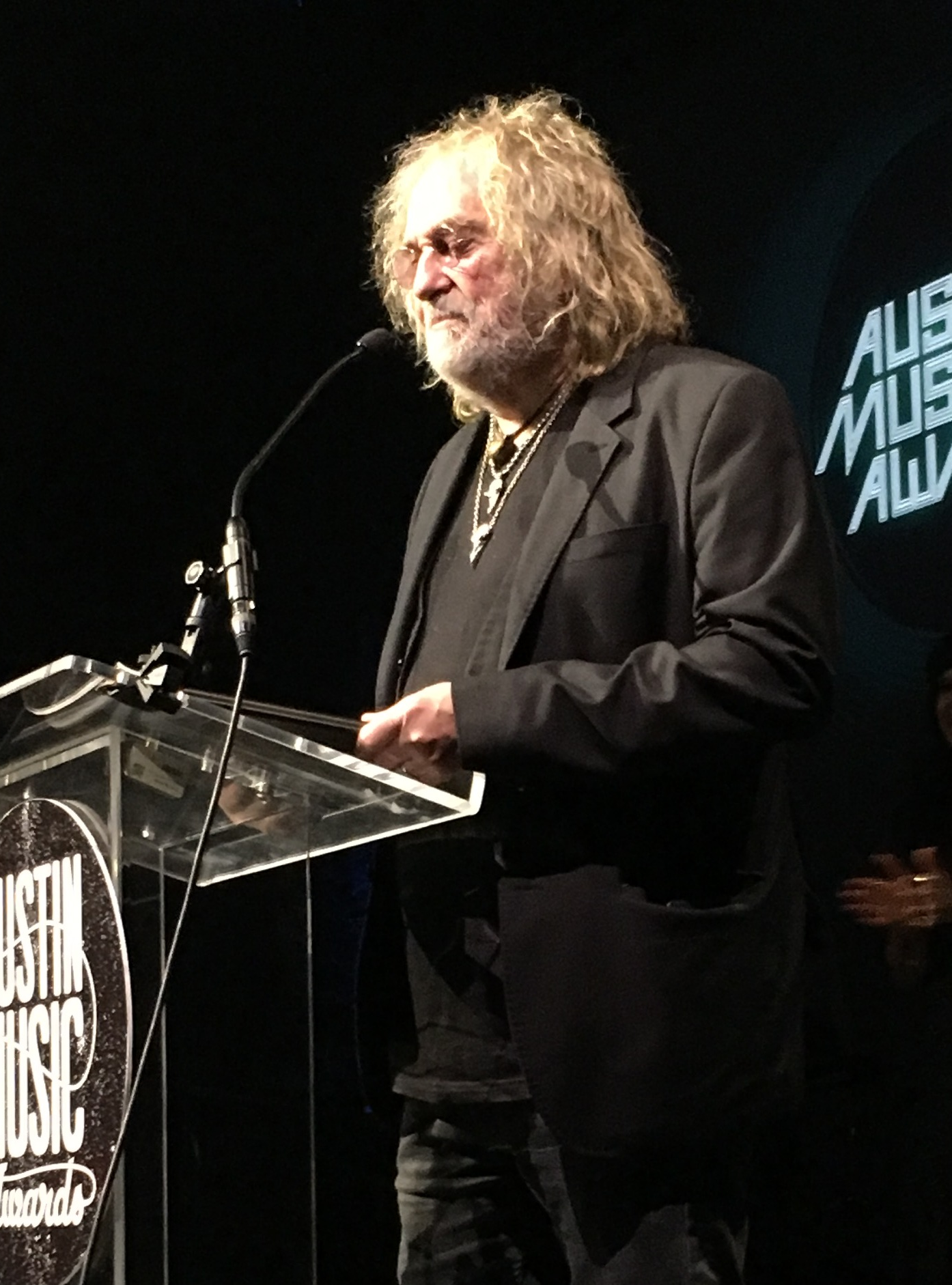
Ray Wylie Hubbard, 2018

Ray Wylie Hubbard (* 13. November 1946 in Soper, Oklahoma) ist ein US-amerikanischer Country-Musiker.

## Anfänge
Hubbard wuchs in Oak Cliff, Texas auf. Er besuchte dieselbe Schule wie Michael Martin Murphey, mit dem er zeitweilig in einer Folk-Gruppe spielte. Nach Abschluss seines College-Studiums zog er nach Red River, New Mexico. Hier gründete er die Band Ray Wylie Hubbard & The Cowboy Twinkies.

## Karriere

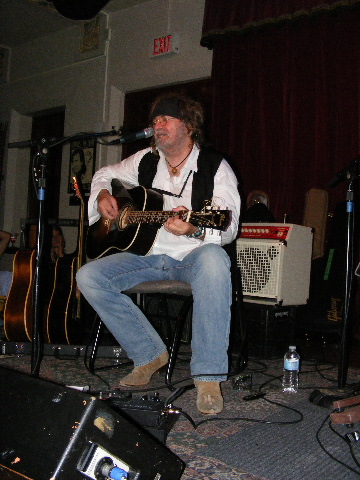
Ray Wylie Hubbard, 2009

Anfang der 1970er Jahre schrieb er das Lied, das ihn berühmt machen sollte: Up Against The Wall, Redneck Mother. Der ironische Song wurde in der Version von Jerry Jeff Walker zum Hit. Hubbard stand urplötzlich im Rampenlicht.
Bei verschiedenen Labels wurden Schallplatten produziert, die sich aber nur schlecht verkauften. Sein Mix aus Country-, Folk- und Rock-Elementen fand weder beim Rock- noch beim Country-Publikum Anklang. Mitte der 1970er Jahre schloss er sich der Szene von Austin an. Später wechselte er nach Nashville. 1979 übernahm er Walkers Band. Es folgte eine längere Durststrecke, die erst überwunden werden konnte, nachdem er sich von Alkohol und anderen Drogen gelöst hatte. Mit den Alben Lost Train Of Thought (erschienen 1992) und Loco Gringo's Lament (erschienen 1994) gelang ihm der musikalische Neubeginn.

## Trivia
In der sechsten Folge der US-amerikanischen TV-Serie Rectify ist der Song „Drunken Poets Dream“ vom 2010er Album „A: Enlightenment B: Endarkenment (Hint: There Is No C)“ während einer Restaurantszene im Hintergrund zu hören. Geschrieben wurde die Nummer von Hayes Carll.
Hubbard ist nicht verwandt mit dem Rockabilly-Musiker Orangie Ray Hubbard.

## Diskografie (Alben)
- 1971: Three Faces West (Outpost)
- 1975: Ray Wylie Hubbard & The Cowboy Twinkies (Label: Reprise)
- 1978: Off The Wall (Lonestar)
- 1980: Something About The Night (Renegade)
- 1984: Caught In The Act (Misery Loves Company)
- 1992: Lost Train Of Thought (Misery Loves Company)
- 1994: Loco Gringo's Lament (Dejadisc)
- 1997: Dangerous Spirits (Philo)
- 1999: Crusades Of The Restless Knights (Philo)
- 2000: Live At Cibolo Creek Country Club (Philo)
- 2001: Eternal And Lowdown (Philo)
- 2003: Growl (Philo)
- 2005: Delirium Tremolos (Philo)
- 2006: Snake Farm (Sustain)
- 2010: A: Enlightenment B: Endarkenment (Hint: There Is No C) (Bordello)
- 2012: The Grifter´s Hymnal (Bordello)
- 2015: The Ruffian's Misfortune (Bordello)
- 2018: Tell The Devil... ...I'm Gettin' There As Fast As I Can (Bordello)
- 2020: Co-Starring (Big Machine Records)

## Filmografie (Auswahl)
- 2010: Der letzte Ritt des Ransom Pride (The Last Rites of Ransom Pride)